# Ange Ciella Niragira
Ange Ciella Niragira, née le 25 décembre 2002 au Burundi, est une judokate burundaise.

## Carrière
Ange Ciella Niragira remporte la médaille de bronze par équipe mixte aux Jeux de la Francophonie de 2023 à Kinshasa puis en moins de 78 kg aux Championnats d'Afrique de judo 2023 à Casablanca.
Elle est nommée porte-drapeau de la délégation du Burundi aux Jeux olympiques d'été de 2024 à Paris avec le nageur Belly-Cresus Ganira.